# Regino Garcia
Regino Garcia (Manilla, 7 september 1840 - aldaar, 6 juli 1916) was een Filipijns botanisch illustrator.

## Biografie
Regino Garcia werd geboren op 7 september 1840 in de Filipijnse hoofdstad Manilla. Hij was de oudste van Joaquin Garcia, afkomstig uit Spanje en Melchora Baza, een mestiza uit Manilla. Garcia voltooide op 18-jarige leeftijd een opleiding landmeten aan de nautische school in Manilla. Daarna volgde hij vanaf 1858 een opleiding kunstschilderen aan de Escuela de Dibujo y Pintura, waar hij les kreeg van Agustin Saez. In 1865 begon Garcia aan een studie botanie aan de Escuela Municipal.
In 1870 werd hij samen met een ander Filipijns talent geselecteerd om zich in Spanje als pensionado (op kosten van de overheid) verder te bekwamen in het kunstschilderen. Door politieke onrust in dat land en de dood van zijn ouders keerde hij vervroegd terug naar de Filipijnen. Een jaar later werd hij benoemd tot hoofd tuinman van de botanische tuin van Manilla. Hij identificeerde en catalogiseerde Filipijnse plantensoorten voor Spaanse botanici. In 1890 werd hij benoemd tot directeur van parken en tuinen in Manilla.
Tijdens de Filipijnse revolutie bleef hij loyaal aan de Spaanse koloniale overheid. Kort na de machtsovername door de Amerikanen werd hij in 1899 benoemd tot docent plantenkunde aan de University of Santo Tomas. Na uitbraak van de Filipijns-Amerikaanse Oorlog sloot Garcia zich wel aan bij de revolutionaire troepen en diende hij als kolonel in de genie onder generaal Antonio Luna.
Garcia was de belangrijkste illustrator van de derde editie van Flora de Filipinas van Fr. Francisco Manuel Blanco. Hij tekende 35 van de 1000 afbeeldingen in het boek. Daarnaast was Garcia illustrator van Atlas of Woody Plants of the Philippines van Sebastian Vidal. Ter ere van zijn werk in de botanie, werden diverse plantensoorten naar hem vernoemd. Ook kreeg hij enkele onderscheidingen. Garcia overleed in 1916 op 75-jarige leeftijd. Hij was getrouwd met Rufina Roxas en kreeg met haar vier kinderen.